# لنز چشم‌ماهی مینولتا ای‌اف ۱۶میلی‌متر اف/۲٫۸
لنز چشم‌ماهی مینولتا ای‌اف ۱۶میلی‌متر اف/۲٫۸  (به انگلیسی: Minolta AF 16mm f/2.8 Fisheye lens) نام لنز دوربین عکاسی از نوع ثابت با مصارف ویژه است که توسط شرکت مینولتا، سونی تولید می‌شود. فاصلهٔ کانونی این لنز ۱۶ میلی‌متر و ضریب اف آن اف ۲٫۸ تا اف ۲۲ است. این لنز در ۲۰۰۶ میلادی تولید و عرضه شده‌است.